# Johannes Mühlenkamp
Johannes Rudolf Mühlenkamp (9 octobre 1910, Montigny-lès-Metz - 23 septembre 1986, Goslar) est un officier supérieur allemand de la Seconde Guerre mondiale. Standartenführer de la Waffen-SS, il a reçu la très rare croix de chevalier de la croix de fer avec feuilles de chêne et a commandé la 5e Panzerdivision SS Wiking en 1944.

## Biographie
Johannes Mühlenkamp naît le 9 octobre 1910, à Montigny-lès-Metz, dans l'agglomération messine. Metz, est à cette époque une ville de garnison animée d'Alsace-Lorraine. Avec sa ceinture fortifiée, elle est alors la première place forte du Reich allemand, constituant une véritable pépinière de militaires d'exception. Trop jeune pour s’être battu pendant la Première Guerre mondiale, le jeune Johannes nourrit un sentiment de revanche à l'encontre de la France, qui a repris la Lorraine à l'Allemagne. Comme son compatriote Heinz Harmel, Johannes Mühlenkamp se tourne naturellement vers une carrière militaire.

### Entre-deux-guerres
Johannes Mühlenkamp intègre le NSDAP et la SS en 1933. Il est affecté à la 4e SS Standarte « Schleswig Holstein » à Hambourg, avant d'être transféré à la 2e SS Standarte des SS-Verfügungstruppe en 1934. Sélectionné pour la formation d'officier en 1935, il est envoyé à l'école des SS Junker à Brunswick. En 1936, il suit un stage de formation motocycliste avec la 2e Panzerdivision. Au terme de sa formation d'officier en 1937, il est affecté au 2e Bataillon du Régiment « Germania », comme chef de peloton. En mai 1938, il prend le commandement de la compagnie motocycliste.

### Seconde Guerre mondiale
Au début de la guerre, il est adjudant dans la division des SS-Verfügungstruppe, jusqu'à décembre 1940. Il reçoit le commandement d’un bataillon de reconnaissance de la division "Das Reich". Mühlenkamp est grièvement blessé à la tête par des éclats d'obus d'artillerie, près de Ielnia en Russie. Alors qu'il est à l'hôpital depuis le 15 octobre 1941, il reçoit la croix allemande en or le 2 janvier 1942, avant d'être promu SS-Sturmbannführer le 30 janvier. À sa sortie de l'hôpital en février 1942, il est affecté à la 5e SS Panzer Grenadier Division "Wiking", comme commandant de bataillon jusqu'en mars 1943, puis commandant de régiment. Comme SS-Standartenführer, il reçoit le commandement de la 5e Panzerdivision SS Wiking en août 1944. Il le conserve jusqu'en octobre 1944. Il est nommé inspecteur des troupes blindées de la Waffen-SS au sein du commandement opérationnel. Il sera enfin commandant de la 32e SS-Panzergrenadier-Division jusqu'en mars 1945.
Johannes Rudolf Mühlenkamp meurt le 23 septembre 1986, à Goslar, en Basse-Saxe.

## Commandements
- Kommandeur : 32e SS-Panzer-Grenadier-Division "30 Januar" (janvier 1945 - 5 février 1945 )
- Inspekteur: Waffen-SS Panzertruppen, SS-Führungshauptamt ( 9 octobre 1944 - 8 mai 1945 )
- Kommandeur : 5e Panzerdivision SS Wiking ( 12 août 1944 - 9 octobre 1944 )
- Kommandeur ( SS-Standartenführer: 20 avril 1944 ) : 5e SS-Panzer-Regiment / 5e Panzerdivision SS Wiking ( 1er mars 1943 - 12 août 1944 )
- Kommandeur ( SS-Obersturmbannführer: 30 janvier 1943 ): Panzer-Abteilung / 5e Panzerdivision SS Wiking ( 11 février 1942 - 1er mars 1943 )

## Décorations
- Croix de chevalier de la croix de fer : 3 septembre 1942 ( SS-Sturmbannführer, SS-Pz.Abt. 5 )
  - 596e feuilles de chêne : 21 septembre 1944
- Croix allemande en or : 2 janvier 1942
- Croix de fer 1939
  - 1re classe : 11 novembre 1939
  - 2e classe : 3 octobre 1939
- Wehrmachtbericht : 11 juillet 1944 (Maciejow)
- Insigne des blessés, 1939 en or : 13 janvier 1943
- Panzerkampfabzeichen
- SS-Dienstauszeichnungen
- Ehrendegen des RF SS
- Bague d'honneur des SS

## Sources
- Alman, Karl : Panzer vor - Die dramtische Geschichte der deutschen Panzerwaffe und ihre tapferen Soldaten. Würzburg, Flechsig Verlag, 2008.
- Oosterling, P., Erlings, R., Fischer, H.: Standartenführer Johannes Mühlenkamp und seine Männer, Teil 2, Erpe (erpe-Mere), Verlag De Krijer, 2005.